# Acanthopsis hoffmannseggiana
Acanthopsis hoffmannseggiana là một loài thực vật có hoa trong họ Ô rô. Loài này được Christian Gottfried Daniel Nees von Esenbeck mô tả khoa học đầu tiên năm 1847 dưới danh pháp Acanthodium hoffmannseggianum. Năm 1912, Charles Baron Clarke chuyển nó sang chi Acanthopsis.

## Phân bố
Loài bản địa từ miền nam Namibia đến tỉnh Cape (Nam Phi).